# Sebastes simulator
Sebastes simulator är en fiskart som beskrevs av Chen, 1971. Sebastes simulator ingår i släktet Sebastes och familjen kungsfiskar. Inga underarter finns listade i Catalogue of Life.